# Vispești, Buzău
Vispești este un sat în comuna Breaza din județul Buzău, Muntenia, România.
Satul s-a desprins în 1862 din satul Breaza și în 1876 devenise reședința unei comune formată din satele Văleanca, Vispești, Vârfu și Fântânele, cu 1250 de locuitori, dintre care jumătate în satul de reședință. În comună funcționau 2 biserici (la Vispești și Fântânele) și o școală la Vispești. Înainte de 1925, comuna a fost desființată, iar satul Vispești a fost arondat la început comunei Năeni, odată cu toate celelalte sate ale comunei, după care a fost transferat la comuna Breaza înainte de 1968.